# 日本育馬場盃經典賽
日本育馬場盃經典賽（日语：ジャパンブリーディングファームズカップクラシック），簡稱JBC經典賽（日语：JBCクラシック），是日本育馬場盃執行委員會在日本各大競馬場舉辦供3歲及以上馬匹競逐的的日本一級賽（JpnI），為下半年泥地重點賽事。

## 概述
2001年日本參照美國育馬者盃的形式設立「日本育馬場盃」，旨在舉辦不同途程及條件限制的賽事供不同賽駒參與，而本賽事則為當中的短途類別。由於本賽事為參照育馬者盃的形式創辦，因而亦沿襲了育馬者盃系列賽事每年於不同馬場舉辦的傳統。
本賽事創設之初已被指定為中央及地區全國交流競走 ，日本中央競馬會（JRA）和其他地區地方競馬所屬馬可以參賽，亦順利成章獲評為GI（統一GI）。

### 出賽條件
參賽資格：3歲或以上純種馬，參賽馬匹之父系於當年必須為日本育馬者協會名冊上的已登記種馬（最大出賽馬匹數量：16匹）
- JRA所屬馬（參賽名額為滿閘的約1/3）
- 地方所屬馬（參賽名額為扣取JRA所屬馬後的數量）

負磅：分齡讓磅（3歲56公斤，4歲及以上57公斤，3歲南半球產馬受讓1公斤，雌馬受讓2公斤）

#### 優先出賽權
- 獲最高評分的2匹地方競馬所屬於馬

- 於下表任何一場賽事中跑獲特定名次的JRA所屬馬及地方競馬所屬馬

| 賽事名稱       | 級別  | 馬場       | 途程      | 特定名次 |
| -------------- | ----- | ---------- | --------- | -------- |
| 日本電視盃     | JpnII | 船橋競馬場 | 泥地1800m | 首名     |
| 一哩冠軍南部盃 | JpnI  | 盛岡競馬場 | 泥地1600m | 首名     |

#### JBC指定賽事
地方競馬所屬馬於下表任何一項跑獲跑獲特定名次後，雖然不能享有優先出賽權，但會提升入選名單的機會。
| 賽事名稱   | 級別       | 馬場       | 途程      | 特定名次 |
| ---------- | ---------- | ---------- | --------- | -------- |
| 東京紀念   | 南關東 SII | 大井競馬場 | 泥地2400m | 首名     |
| 珊瑚冠賞   | 高知 重賞  | 高知競馬場 | 泥地1900m | 首名     |
| 秋季盃     | 東海 SPII  | 笠松競馬場 | 泥地1900m | 首名     |
| 青藍賞     | 岩手 M2    | 水澤競馬場 | 泥地1600m | 首名     |
| 姫山菊花賞 | 兵庫 重賞I | 園田競馬場 | 泥地1700m | 首名     |

## 歷史
- 2001年 - 創立3歲或以上GI（統一GI）賽事「日本育馬場盃經典賽」。
- 2003年 - 「尊師重道」成為首匹衞冕成功的賽駒。
- 2004年 - 「尊師重道」成為首匹三連霸成功的賽駒。
- 2005年 - 僅限於本年，此賽事由FDO Co Ltd贊助。
- 2006年 - 「時間悖論」成為第二匹衞冕成功的賽駒。
- 2007年 - 升格為本地一級賽（JpnI）。
- 2008年 - 「赤兔馬」成為第三匹衞冕成功的賽駒。
- 2009年 - 「赤兔馬」成為第二匹三連霸成功的賽駒。
- 2011年 - 頭馬獎金下降至8000萬日圓；同年「醒目飛鷹」成為第四匹衞冕成功的賽駒。
- 2015年 - 「小林歷奇」成為第五匹衞冕成功的賽駒。
- 2018年 - 本年賽事於京都競馬場舉辦，為首次於日本中央競馬會管理的馬場舉行；同年頭馬獎金提升至9000萬日圓。
- 2019年 - 頭馬獎金下降至8000萬日圓。
- 2021年 - 「Mutually」成為首匹勝出此賽事的地方競馬所屬馬。
- 2022年 - 頭馬獎金提升至1億日圓。

## 賽事紀錄
- 最快完成時間：1分49.9秒（1800米、2010年/第10屆首名馬匹：醒目飛鷹）、1分56.7（1870米、2008年/第8屆首名馬匹：赤兔馬）、1分56.7秒（1900米、2018年/第18屆首名馬匹：渾身勇氣）、2分0.8秒（2000米、2014年/第14屆首名馬匹：小林歷奇）及2分12.5秒（2100米、2012年/第12屆首名馬匹：奇銳駿）
- 最大勝出距離：7個馬位（2002年/第2屆首名馬匹：尊師重道）及（2011年/第11屆首名馬匹：醒目飛鷹）
- 勝出最多次數騎師：武豐（共8次：2005年/第5屆時間悖論、2007年/第7屆赤兔馬、2008年/第8屆赤兔馬、2009年/第9屆赤兔馬、2010年/第10屆醒目飛鷹、2011年/第11屆醒目飛鷹、2015年/第15屆小林歷奇及2016年/第16屆得獎者）
- 勝出最多次數練馬師：松田博資（共5次：2002年/第2屆尊師重道、2003年/第3屆尊師重道、2004年/第4屆尊師重道、2005年/第5屆時間悖論及2006年/第6屆時間悖論）
- 勝出最多次數馬主：近藤利一（共3次：2002年/第2屆尊師重道、2003年/第3屆尊師重道、2004年/第4屆尊師重道）、Sunday Racing Co. Ltd.（共3次：2007年/第7屆赤兔馬、2008年/第8屆赤兔馬、2009年/第9屆赤兔馬）
- 勝出最多次數種馬：黃金魅力（共5次：2010年/第10屆醒目飛鷹、2011年/第11屆醒目飛鷹、2014年/第14屆小林歷奇、2015年/第15屆小林歷奇及2020年/第20屆Chrysoberyle）

## 歷屆冠軍
| 屆數   | 日期           | 馬場   | 距離  | 優勝馬       | 性別/年齡 | 所属 | 時間   | 騎師     | 練馬師     | 馬主                          |
| ------ | -------------- | ------ | ----- | ------------ | --------- | ---- | ------ | -------- | ---------- | ----------------------------- |
| 第1回  | 2001年10月31日 | 大井   | 2000m | 常勝客       | 雄4       | JRA  | 2:05.2 | 松永幹夫 | 山本正司   | North Hills Management Co Ltd |
| 第2回  | 2002年11月4日  | 盛岡   | 2000m | 尊師重道     | 雄3       | JRA  | 2:05.6 | 藤田伸二 | 松田博資   | 近藤利一                      |
| 第3回  | 2003年11月3日  | 大井   | 2000m | 尊師重道     | 雄4       | JRA  | 2:04.3 | 安藤勝己 | 松田博資   | 近藤利一                      |
| 第4回  | 2004年11月3日  | 大井   | 2000m | 尊師重道     | 雄5       | JRA  | 2:02.4 | 安藤勝己 | 松田博資   | 近藤利一                      |
| 第5回  | 2005年11月3日  | 名古屋 | 1900m | 時間悖論     | 雄7       | JRA  | 2:00.9 | 武豐     | 松田博資   | Shadai Race Horse Co Ltd      |
| 第6回  | 2006年11月3日  | 川崎   | 2100m | 時間悖論     | 雄8       | JRA  | 2:16.1 | 岩田康誠 | 松田博資   | Shadai Race Horse Co Ltd      |
| 第7回  | 2007年10月31日 | 大井   | 2000m | 赤兔馬       | 雄5       | JRA  | 2:04.8 | 武豊     | 石坂正     | Sunday Racing Co Ltd          |
| 第8回  | 2008年11月3日  | 園田   | 1870m | 赤兔馬       | 雄6       | JRA  | 1:56.7 | 武豊     | 石坂正     | Sunday Racing Co Ltd          |
| 第9回  | 2009年11月3日  | 名古屋 | 1900m | 赤兔馬       | 雄7       | JRA  | 2:00.2 | 武豊     | 石坂正     | Sunday Racing Co Ltd          |
| 第10回 | 2010年11月3日  | 船橋   | 1800m | 醒目飛鷹     | 雄5       | JRA  | 1:49.9 | 武豊     | 小崎憲     | 大川徹                        |
| 第11回 | 2011年11月3日  | 大井   | 2000m | 醒目飛鷹     | 雄6       | JRA  | 2:02.1 | 武豊     | 小崎憲     | 大川徹                        |
| 第12回 | 2012年11月5日  | 川崎   | 2100m | 奇銳駿       | 雄6       | JRA  | 2:12.5 | 和田龍二 | 佐藤正雄   | 山本信行                      |
| 第13回 | 2013年11月4日  | 金澤   | 2100m | 北港火山     | 雄4       | JRA  | 2:12.6 | 幸英明   | 西浦勝一   | 矢部幸一                      |
| 第14回 | 2014年11月3日  | 盛岡   | 2000m | 小林歷奇     | 雄4       | JRA  | 2:00.8 | 田邊裕信 | 村山明     | 小林祥晃                      |
| 第15回 | 2015年11月3日  | 大井   | 2000m | 小林歷奇     | 雄5       | JRA  | 2:04.4 | 武豐     | 村山明     | 小林祥晃                      |
| 第16回 | 2016年11月3日  | 川崎   | 2100m | 得獎者       | 雄6       | JRA  | 2:15.3 | 武豐     | 松永幹夫   | 前田幸治                      |
| 第17回 | 2017年11月3日  | 大井   | 2000m | 聽來真       | 閹7       | JRA  | 2:04.5 | 大野拓彌 | 高木登     | 山田弘                        |
| 第18回 | 2018年11月4日  | 京都   | 1900m | 渾身勇氣     | 雄5       | JRA  | 1:56.7 | 福永祐一 | 杉山晴紀   | 瀧本和義                      |
| 第19回 | 2019年11月4日  | 浦和   | 2000m | 中和魔匠     | 雄4       | JRA  | 2:06.1 | 川田將雅 | 大久保龍志 | 中西忍                        |
| 第20回 | 2020年11月3日  | 大井   | 2000m | Chrysoberyle | 雄4       | JRA  | 2:02.5 | 川田將雅 | 音無秀孝   | Carrot Farm Co Ltd            |
| 第21回 | 2021年11月3日  | 金澤   | 2100m | Mutually     | 雄5       | 船橋 | 2:13.1 | 吉原寛人 | 矢野義幸   | 石瀬丈太郎                    |
| 第22回 | 2022年11月3日  | 盛岡   | 2000m | 宏觀角度     | 雄5       | JRA  | 2:02.1 | 松山弘平 | 高柳大輔   | 小笹公也                      |
| 第23回 | 2023年11月3日  | 大井   | 2000m | King's Sword | 雄4       | JRA  | 2:05.1 | 莫雷拉   | 寺島良     | Hidaka Breeders Union Co Ltd  |
| 第24回 | 2024年11月4日  | 佐賀   | 2000m | 盈寶威神     | 雄5       | JRA  | 2:08.0 | 川田將雅 | 小手川準   | 了德寺健二控股                |

## 來自戰線
以下列表列出自賽事創設以來，歷屆冠軍上次出賽賽事及上次勝出賽事：
| 詳細戰線列表 |              |                |         |        |                    |        |
| 年份         | 馬匹         | 上次出賽賽事   | 級別    | 名次   | 上次勝出賽事       | 級別   |
| 2001         | 常勝客       | 育馬者金盃     | 地方GII | 季軍   | 川崎紀念           | 地方GI |
| 2002         | 尊師重道     | 菊花賞         | GI      | 殿軍   | 朝日盃未來錦標     | GI     |
| 2003         | 尊師重道     | 一哩冠軍南部盃 | 地方GI  | 冠軍   | 同左               | 同左   |
| 2004         | 尊師重道     | 一哩冠軍南部盃 | 地方GI  | 亞軍   | 帝王賞             | 地方GI |
| 2005         | 時間悖論     | 一哩冠軍南部盃 | 地方GI  | 季軍   | 帝王賞             | 地方GI |
| 2006         | 時間悖論     | 一哩冠軍南部盃 | 地方GI  | 第5名  | 日本育馬場盃經典賽 | 地方GI |
| 2007         | 赤兔馬       | 杜拜世界盃     | GI      | 殿軍   | 川崎紀念           | JpnI   |
| 2008         | 赤兔馬       | 杜拜世界盃     | GI      | 第12名 | 東京大賞典         | JpnI   |
| 2009         | 赤兔馬       | 帝王賞         | JpnI    | 冠軍   | 同左               | 同左   |
| 2010         | 醒目飛鷹     | 日本電視盃     | JpnII   | 季軍   | 埼玉盃             | JpnIII |
| 2011         | 醒目飛鷹     | 日本電視盃     | JpnII   | 冠軍   | 同左               | 同左   |
| 2012         | 奇銳駿       | 東海錦標       | GII     | 第10名 | 東海錦標           | GII    |
| 2013         | 北港火山     | 一哩冠軍南部盃 | JpnI    | 亞軍   | 帝王賞             | JpnI   |
| 2014         | 小林歷奇     | 帝王賞         | JpnI    | 亞軍   | 二月錦標           | GI     |
| 2015         | 小林歷奇     | 帝王賞         | JpnI    | 冠軍   | 同左               | 同左   |
| 2016         | 得獎者       | 日本電視盃     | JpnII   | 冠軍   | 同左               | 同左   |
| 2017         | 聽來真       | 日本電視盃     | JpnII   | 亞軍   | 日本冠軍盃         | GI     |
| 2018         | 渾身勇氣     | 日本電視盃     | JpnII   | 冠軍   | 同左               | 同左   |
| 2019         | 中和魔匠     | 帝王賞         | JpnI    | 亞軍   | 平安錦標           | GIII   |
| 2020         | Chrysoberyle | 帝王賞         | JpnI    | 冠軍   | 同左               | 同左   |
| 2021         | Mutually     | 白山大賞典     | JpnIII  | 亞軍   | 大井紀念           | SI     |
| 2022         | 宏觀角度     | 帝王賞         | JpnI    | 殿軍   | 平安錦標           | GIII   |
| 2023         | King's Sword | 阿蘇錦標       | OP      | 冠軍   | 同左               | 同左   |
| 2024         | 盈寶威神     | 韓國盃         | GIII    | 亞軍   | 白山大賞典         | JpnIII |

## 圖輯

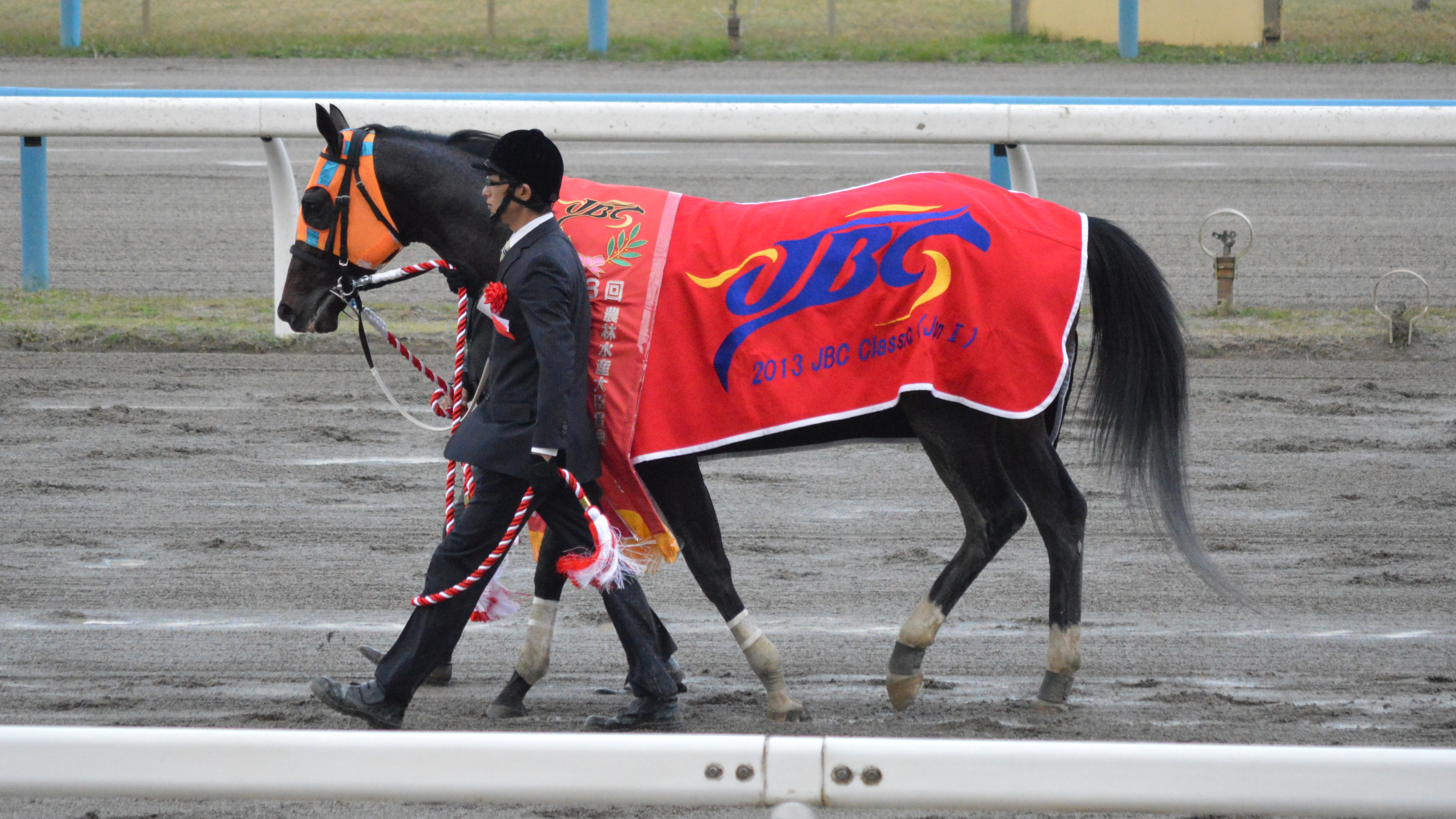
2013年冠軍「北港火山」
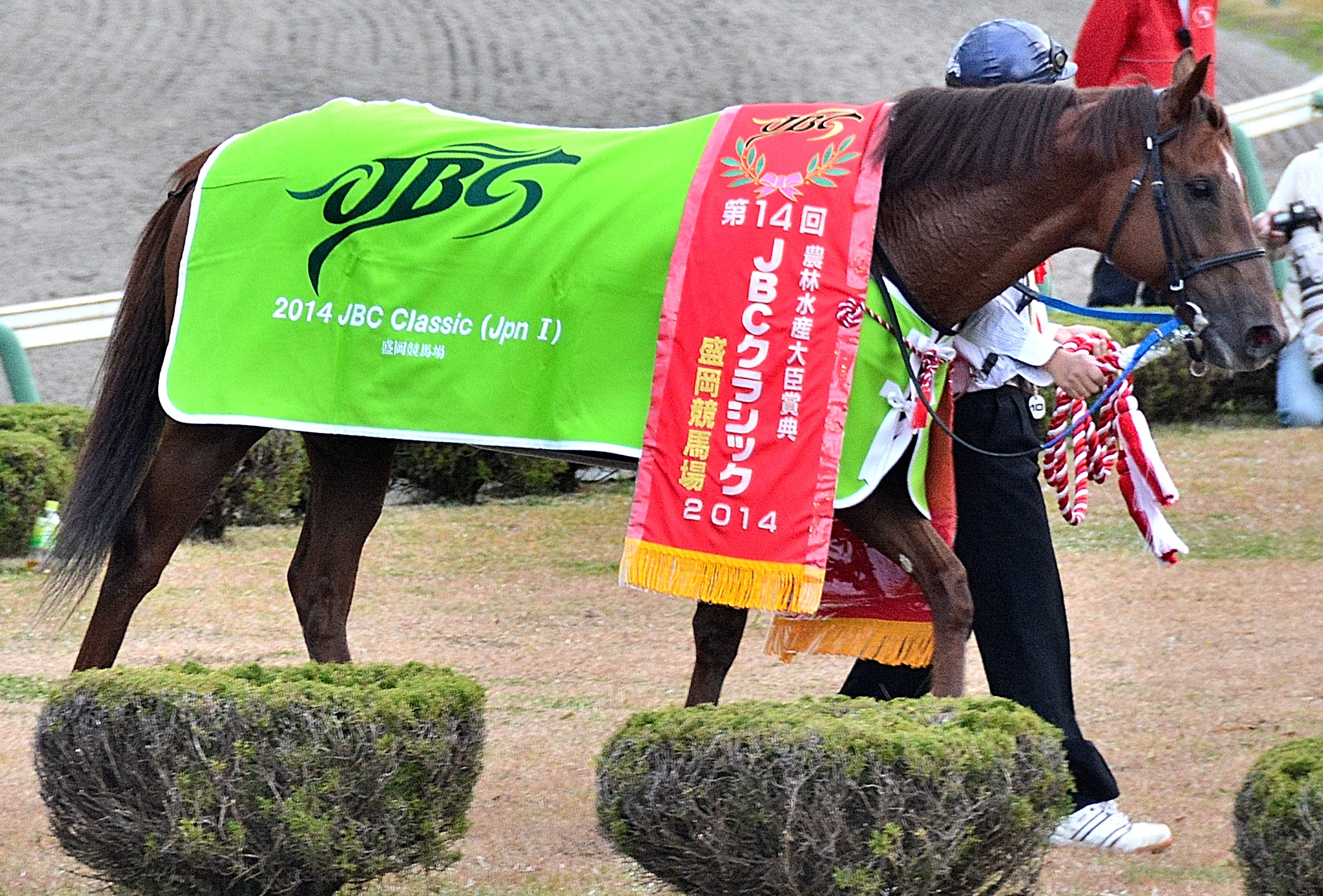
2014年冠軍「小林歷奇」
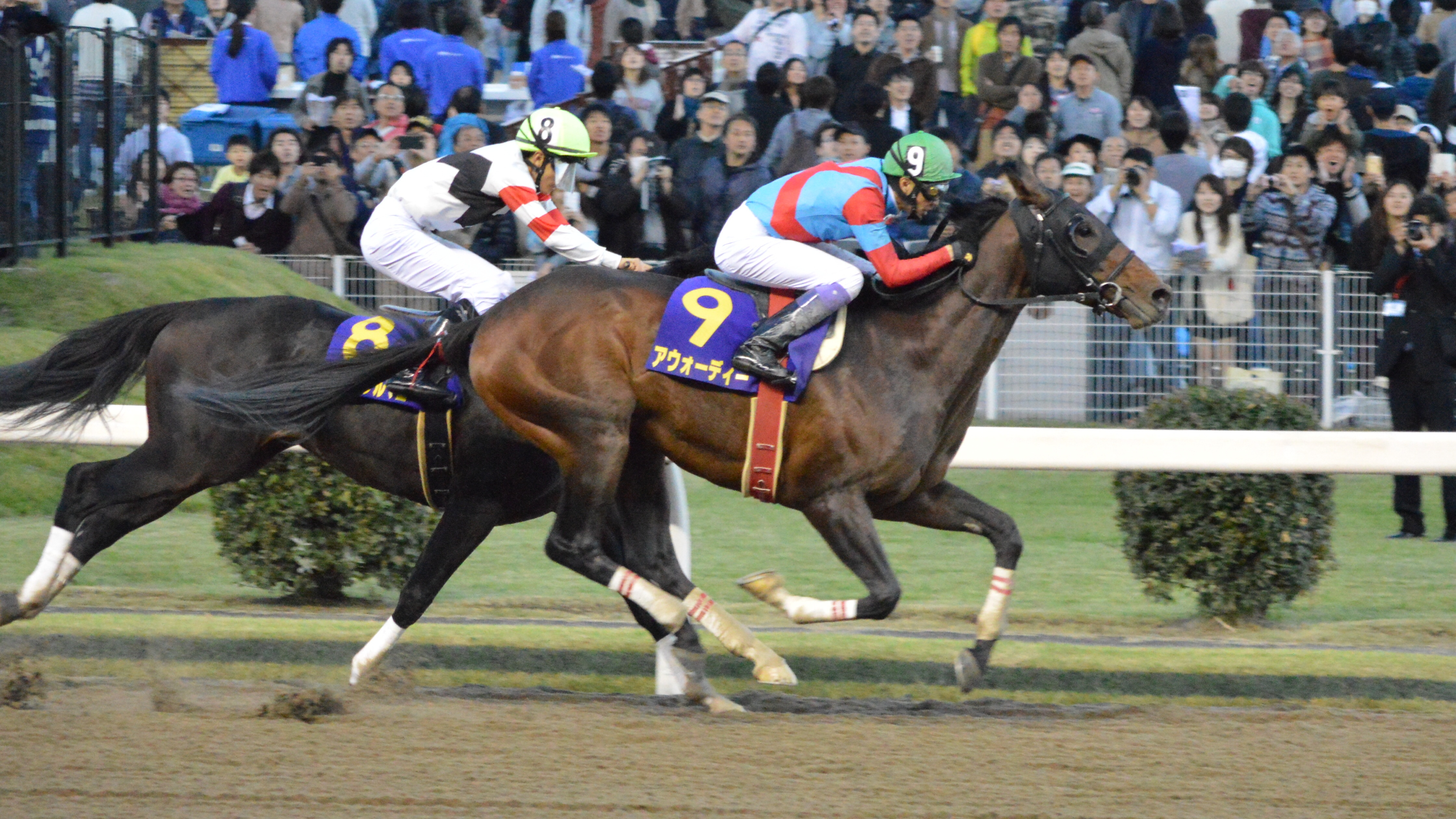
2016年冠軍「得獎者」
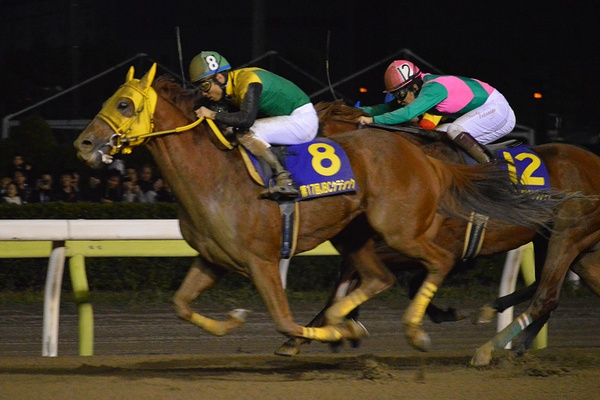
2017年冠軍「聽來真」
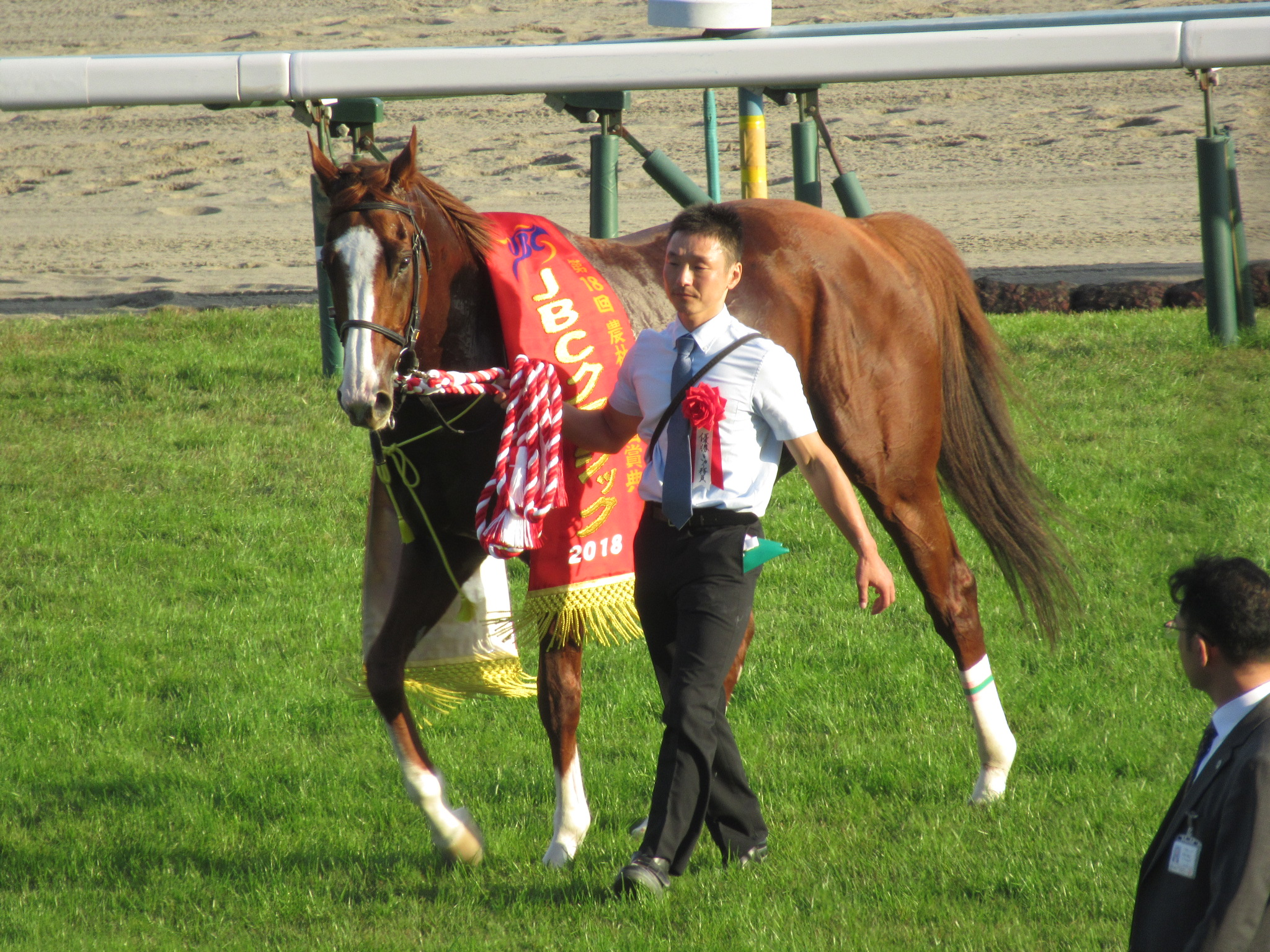
2018年冠軍「渾身勇氣」
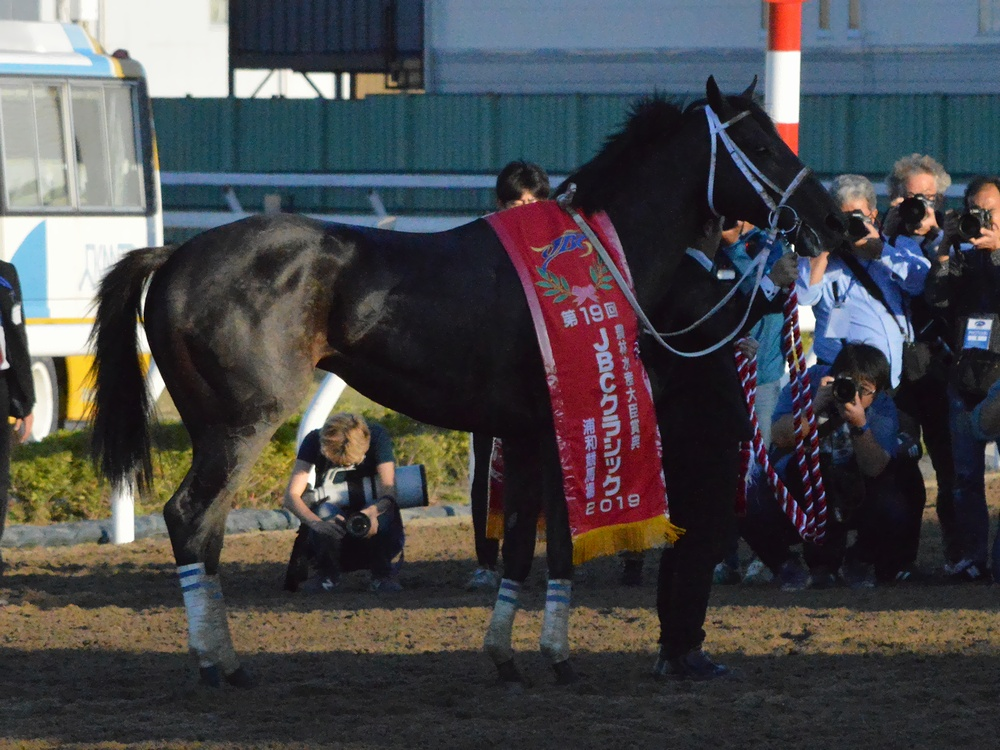
2019年冠軍「中和魔匠」

## 備註
1. ↑  於船橋競馬場1800米跑道做出
2. ↑  於園田競馬場1870米跑道做出
3. ↑  於京都競馬場泥地1900米跑道做出
4. ↑  於盛岡競馬場泥地2000米跑道做出
5. ↑  於川崎競馬場泥地2100米跑道做出

## 外部連結
- 2023年日本育馬場盃經典賽 （页面存档备份，存于）